# Африканска невестулка
Африканската невестулка (Poecilogale albinucha) е вид бозайник от семейство Порови (Mustelidae), единствен представител на род Poecilogale.

## Разпространение и местообитание
Разпространен е в Ангола, Ботсвана, Бурунди, Замбия, Зимбабве, Кения, Република Конго, Демократична република Конго, Лесото, Малави, Мозамбик, Намибия, Руанда, Свазиленд, Танзания, Уганда и Южна Африка.